# Meeting Areva 2013
Meeting de Paris 2013 byl lehkoatletický mítink, který se konal 6. července 2013 v francouzském městě Paříž. Byl součástí série mítinků Diamantová liga.

## Výsledky
- Archiv výsledků zde [1]

### Muži
| Disciplína       | 1. místo                  | 2. místo                            | 3. místo                      |
| 200 m            | Usain Bolt 19,73          | Warren Weir 19,92                   | Christophe Lemaitre 20,07     |
| 400 m            | Kirani James 43,96        | LaShawn Merritt 44,09               | Tony McQuay 44,84             |
| 1500 m           | Ayanleh Souleiman 3:32,55 | Aman Wote 3:32,65                   | Leonel Manzano 3:33,14        |
| 110 m překážek   | Aries Merritt 13,09       | Pascal Martinot-Lagarde 13,12       | David Oliver 13,13            |
| 3 000 m překážek | Ezekiel Kemboi 7:59,03    | Mahiedine Mekhissi-Benabbad 8:00,09 | Paul Kipsiele Koech 3:33,14   |
| Skok o tyči      | Renaud Lavillenie 592 cm  | Jan Kudlička 570 cm                 | Konstadinos Filippidis 570 cm |
| Skok daleký      | Damar Forbes 811 cm       | Chris Tomlinson 808 cm              | Luis Tsatumas 802 cm          |
| Hod diskem       | Robert Harting 67,04 m    | Ihsan Hadádí 65,53 m                | Gerd Kanter 65,30 m           |

### Ženy
| Disciplína     | 1. místo                            | 2. místo                         | 3. místo                   |
| 100 m          | Shelly-Ann Fraserová-Pryceová 10,92 | Blessing Okagbareová 10,93       | Murielle Ahouréová 11,01   |
| 800 m          | Francine Niyonsabaová 1:57,26       | Malika Akkaoui 1:57,64           | Alysia Johnson 1:57,75     |
| 5 000 m        | Tiruneš Dibabaová 14:23,68          | Almaz Ayanaová 14:25,84          | Gelete Burkaová 14:42,07   |
| 400 m překážek | Zuzana Hejnová 53,23                | Perri Shakesová-Draytonová 53,96 | Georganne Moline 54,19     |
| Skok do výšky  | Anna Čičerovová 201 cm              | Brigetta Barrettová 198 cm       | Blanka Vlašičová 198 cm    |
| Trojskok       | Caterine Ibargüenová 14,69 m        | Hanna Kniaziewa 14,58 m          | Olga Saladuchová 14,55 m   |
| Vrh koulí      | Valerie Adamsová 20,62 m            | Michelle Carterová 19,57 m       | Nadine Kleinertová 17,95 m |
| Hod oštěpem    | Christina Obergföllová 64,74 m      | Kimberley Mickleová 64,35 m      | Madara Palameika 61,36 m   |